# Стефанович Максим
Стефанович Максим, чернече ім'я Модест (близько 1709, полк. м. Переяслав — 1768) — кафедральний писар, архімандрит.

## Біографія
Народився в міщанській родині. Навчався в Києво-Могилянській Академії. В 1738 р. прийняв чернечий постриг в Києві, в Михайлівському Золотоверхому Монастирі. З 1743 — кафедральний писар в Києві, 1746 р. — висвячений на архімандрита Михайлівського Золотоверхого м-ря. Митрополит Київський, Галицький и всієї Малої Росії Т. Щербацький перевів Стефановича до Лубенського Мгарського Спасо-Преображенського монастиря Полтавської Єпархії. Незгодний з таким рішенням Максим (Модест) Стефанович неодноразово скаржився в Синод.